# Hans Friedrich (Politiker, 1886)

Hans Friedrich

Hans Friedrich (* 9. November 1886 in St. Wendel; † 2. Oktober 1954 in Bremen) war ein deutscher Politiker (NSDAP).

## Leben und Wirken
Nach dem Besuch der Volksschule und des Gymnasiums (bis zur Obersekunda) trat Friedrich in die kaiserliche Marine ein, in der er die Steuermannslaufbahn einschlug: Er übernahm längere Kommandos in der Südsee und in den Kolonien, bevor er im Ersten Weltkrieg als Steuermann, Wach- und Navigationsoffizier auf U-Booten eingesetzt wurde.
Nach dem Ende des Krieges gehörte Friedrich einem Freikorps an. 1920 erfolgte seine endgültige Entlassung aus der Marine im Rang eines Leutnants zur See. Er übernahm leitende Stellungen im Genossenschaftswesen in Pommern (Siedler in Quitzerow). Zu dieser Zeit begann er auch, sich in politischen Wehrverbänden zu betätigen: Als Mitglied der Sturmabteilung (SA) wurde er im April 1931 zum Oberführer befördert. Am 2. Juli 1934 wurde er als Nachfolger des im Rahmen der Röhm-Affäre erschossenen Peter von Heydebreck Führer der SA-Gruppe Pommern. Zum 1. Dezember 1930 war er der NSDAP beigetreten (Mitgliedsnummer 381.286).
Von November 1932 bis November 1933 und von März 1936 bis April 1938 war Friedrich Abgeordneter der NSDAP im Reichstag.
Von September 1933 bis ins Jahr 1934 amtierte Friedrich als Oberst der Gendarmerie im preußischen Ministerium des Innern.
Friedrich war ferner Mitglied des Reichsbauernthings, Landesbauernrat und Mitglied des preußischen Provinzialrates sowie Führer der Landesgruppe Pommern des Reichsluftschutzbundes.